# Sajmon le Bon
Sajmon Džon Čarls le Bon (engl. Simon John Charles Le Bon; Hertfordšir, 27. oktobar 1958) je britanski pevač i tekstopisac. Najpoznatiji po tome što je glavni vokal britanskog benda Duran Duran.
Studirao je dramu na univerzitetu u Birmingemu. Godine 1980. priključio se bendu Duran Duran, koji su osnovali prijatelji iz detinjstva Džon Tejlor i Nik Rouds. Već je bio uradio tekstove za nekoliko pesama koje će se pojaviti na prvim albumima grupe. Njegovo angažovanje pokazalo se kao veoma uspešan potez za bend. Istovremeno, osnovao je i radio u grupi Arcadia, doduše kratkotrajno, samo oko godinu dana jer se vratio Djuran Djuranu.
Grupa je prodala preko 100 miliona ploča i imali su osamnaest singlova na američkoj listi singlova i trideset na britanskoj. Le Bon je otpevao neke od najvećih hitova: Save A Prayer, Rio, Hungry Like the Wolf, A View to a Kill, Come Undone i ostale.
Od 1985. je u braku sa manekenkom Jasmin le Bon Parvaneh. Imaju tri kćerke, Amber Rouz (rođena 1989, kao i majka takođe je manekenka), Šafran Saharu (rođena 1991) i Talula Bor (rođena 1994). Živi u Londonu, a njegov omiljeni fudbalski tim je Mančester junajted.

## Spoljašnje veze
- Sajt SYN Entertainment Архивирано на веб-сајту  (22. децембар 2014)
- Sajt grupe Djuran Djuran